# Lactuca serriola
La lattuga selvatica o scarola (nome scientifico Lactuca serriola L., 1756)  è una specie di pianta angiosperma dicotiledone della famiglia delle Asteraceae.

## Etimologia
Il nome generico (lactuca) deriva dall'abbondanza di sacchi latticinosi contenuti in questa pianta (una linfa lattea nel gambo e nelle radici). L'epiteto specifico (serriola) viene usato in genere per l'insalata e potrebbe essere un vecchio nome popolare della cicoria oppure potrebbe derivare dal latino "serrula" in riferimento alle foglie finemente seghettate.

Il binomio scientifico della pianta di questa voce è stato proposto da Carl von Linné (1707 – 1778) biologo e scrittore svedese, considerato il padre della moderna classificazione scientifica degli organismi viventi, nella pubblicazione "Centuria II. Plantarum - 29" del 1756.

## Descrizione

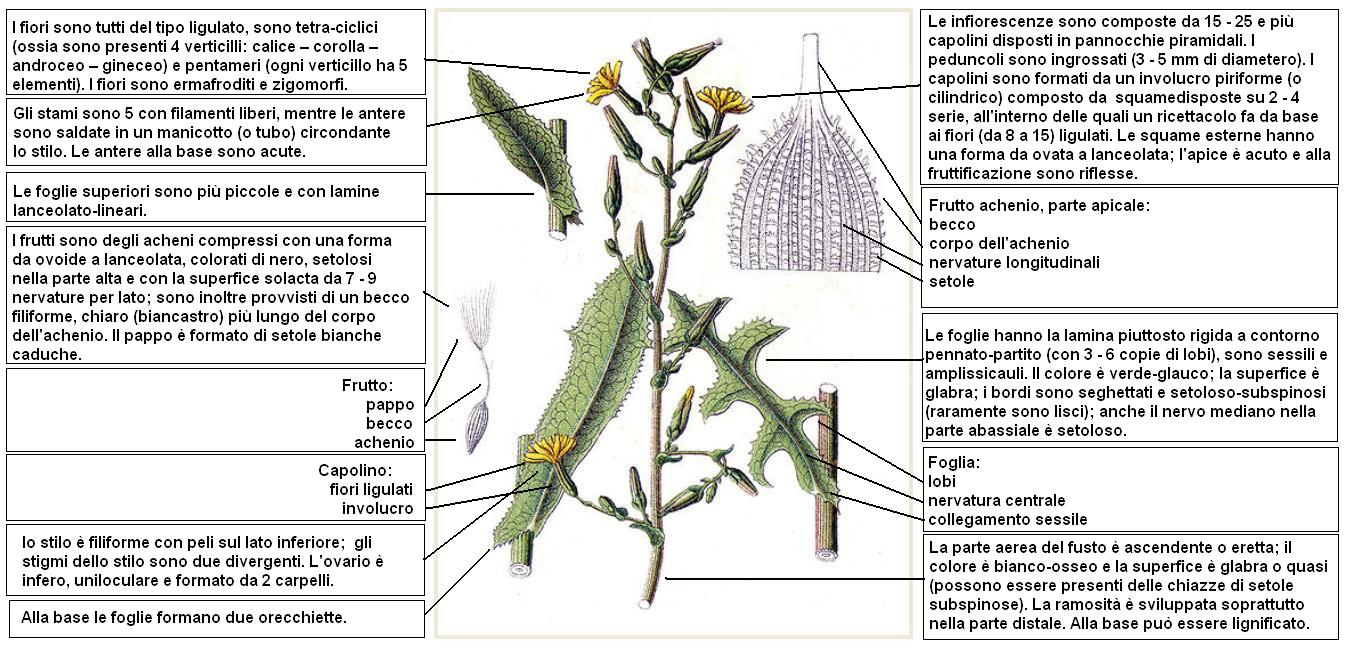
Descrizione delle parti della pianta

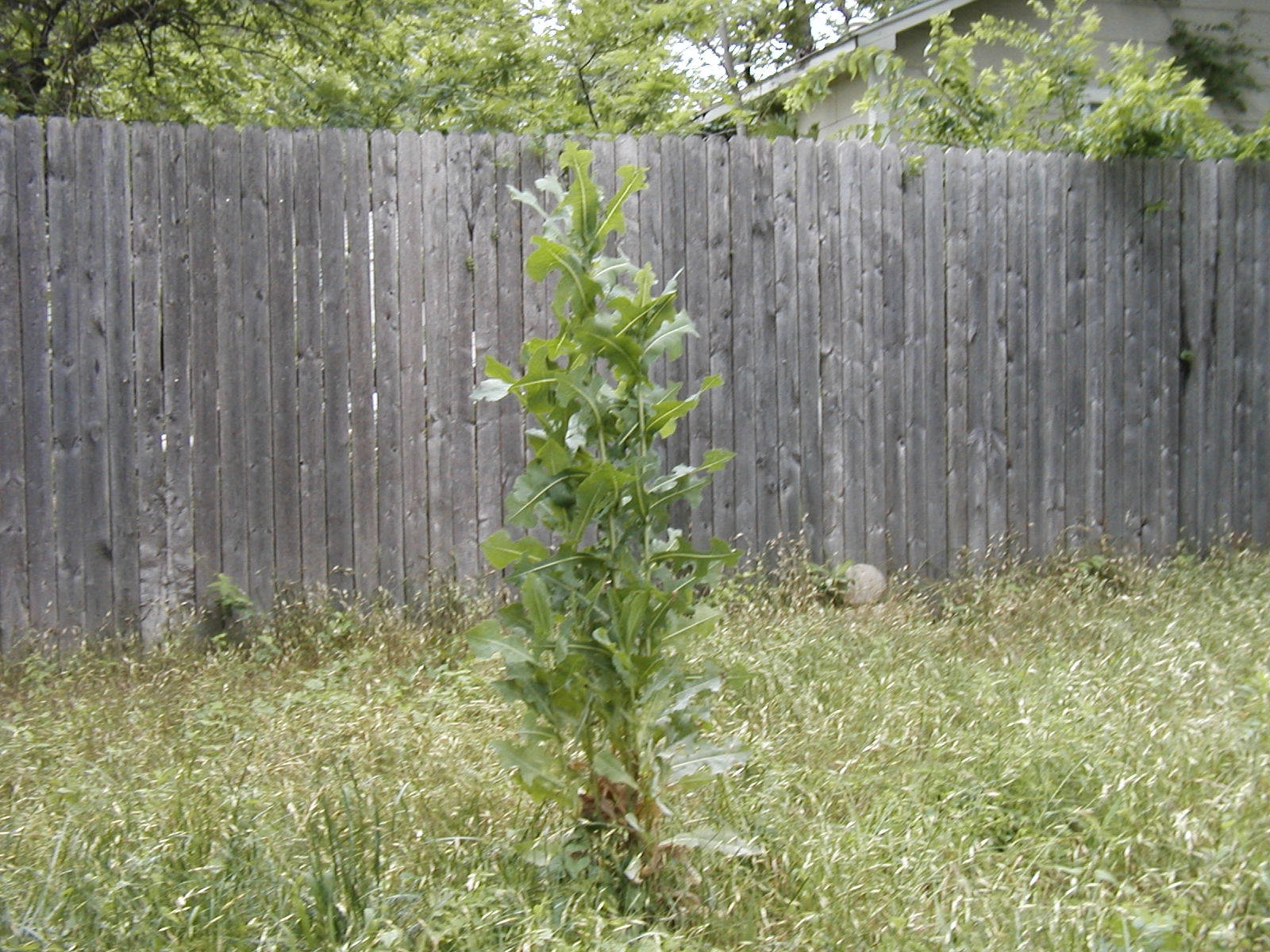
Il portamento

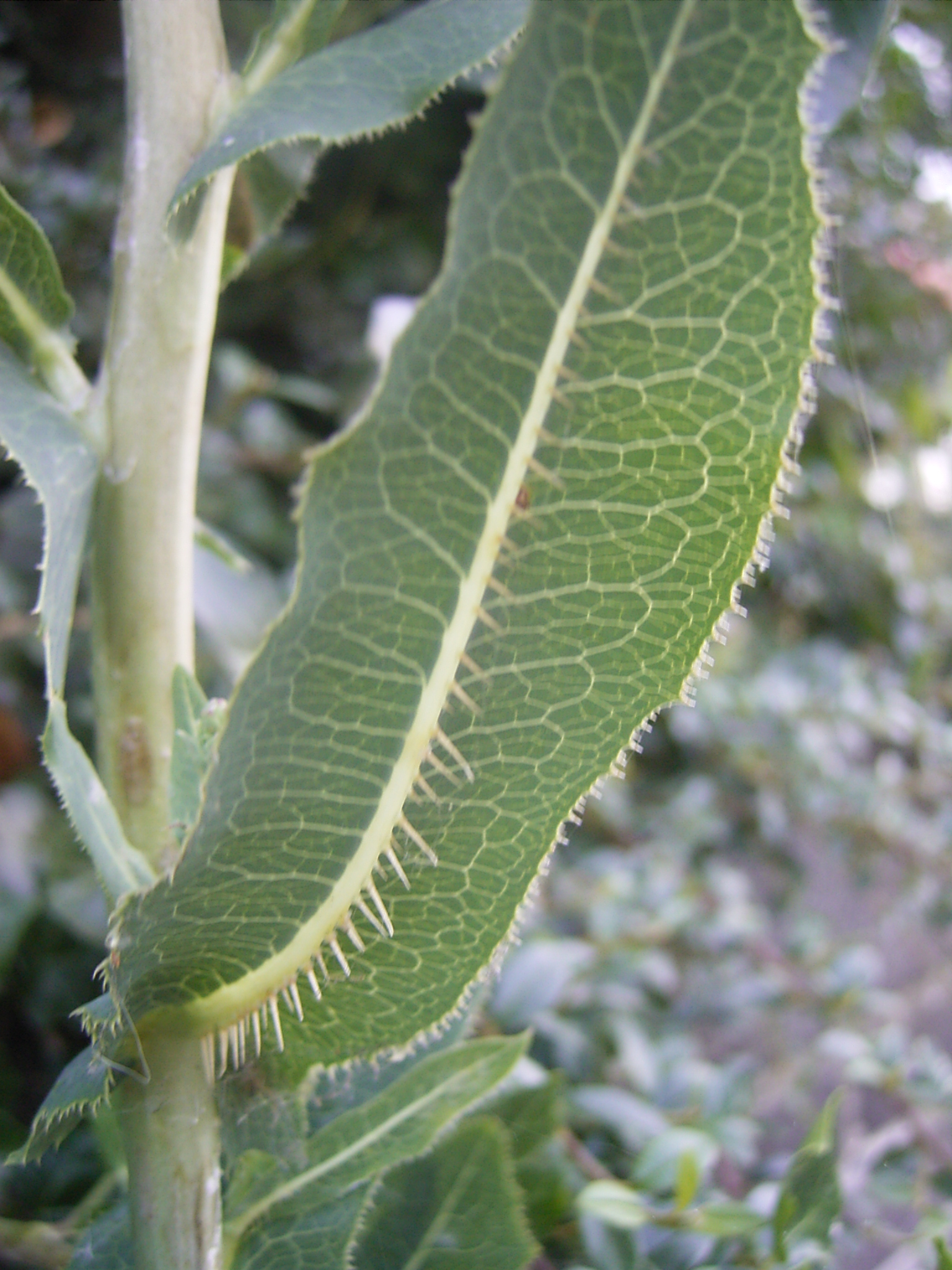
Le foglie

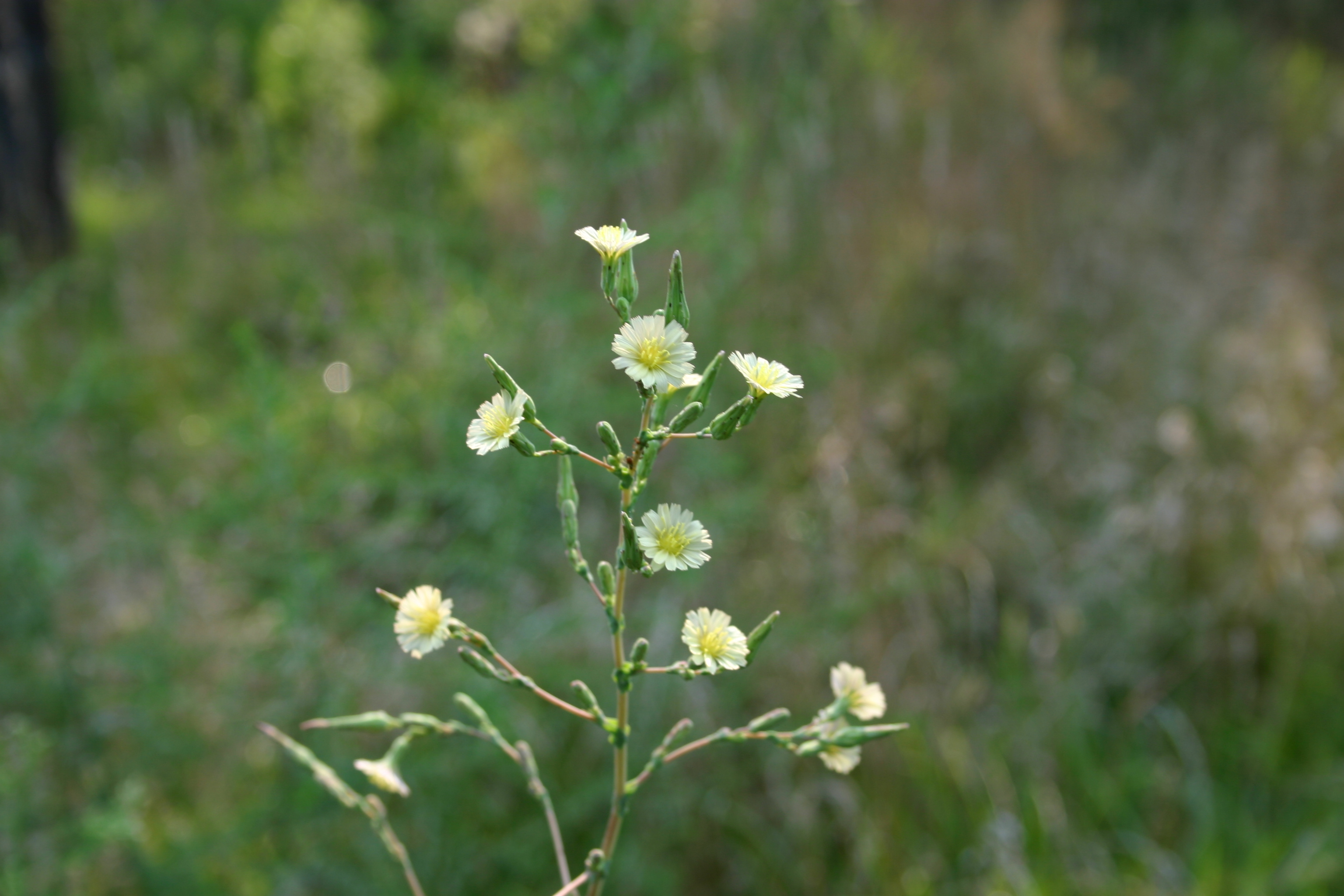
Infiorescenza

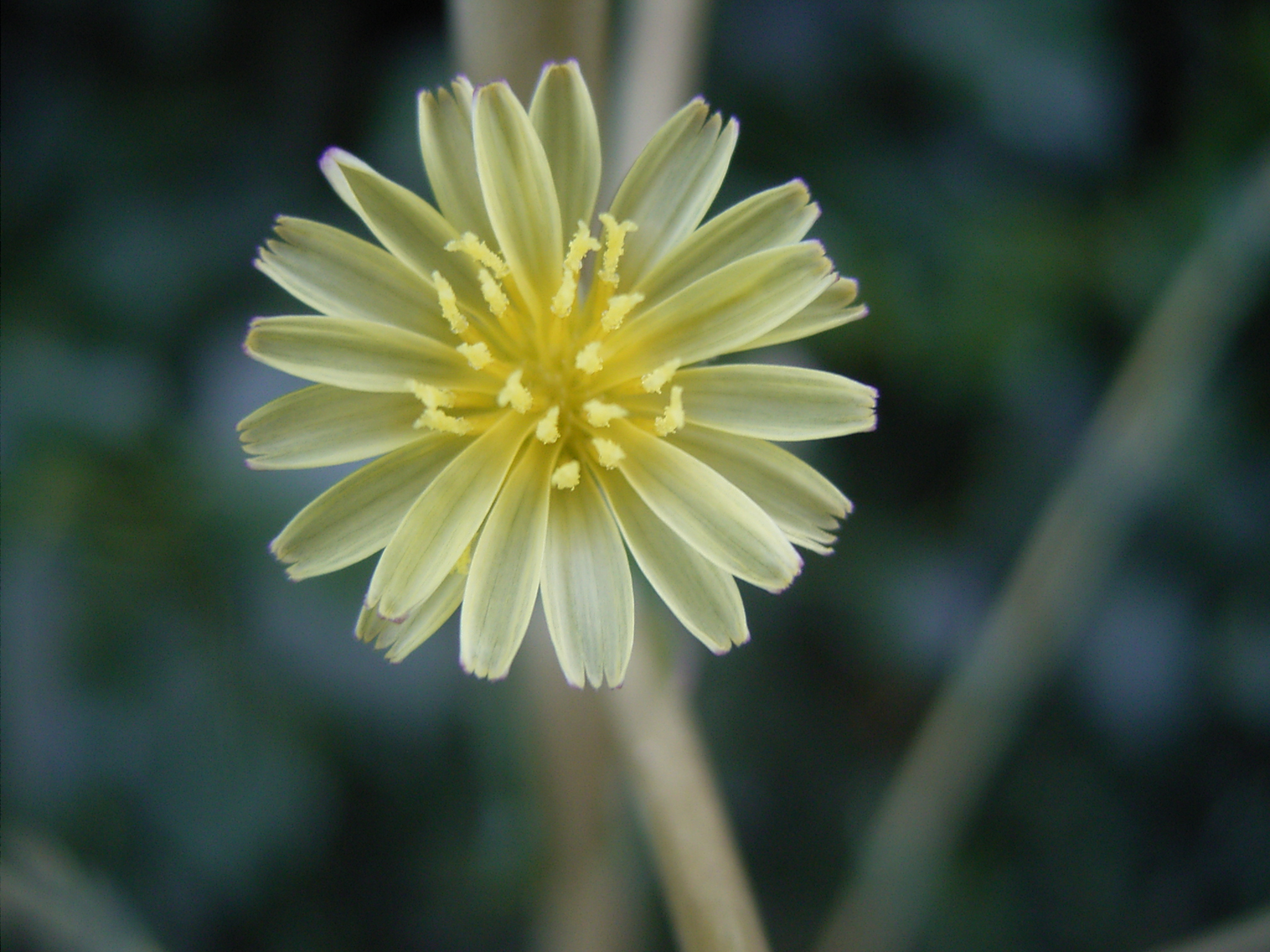
I fiori ligulati del capolino

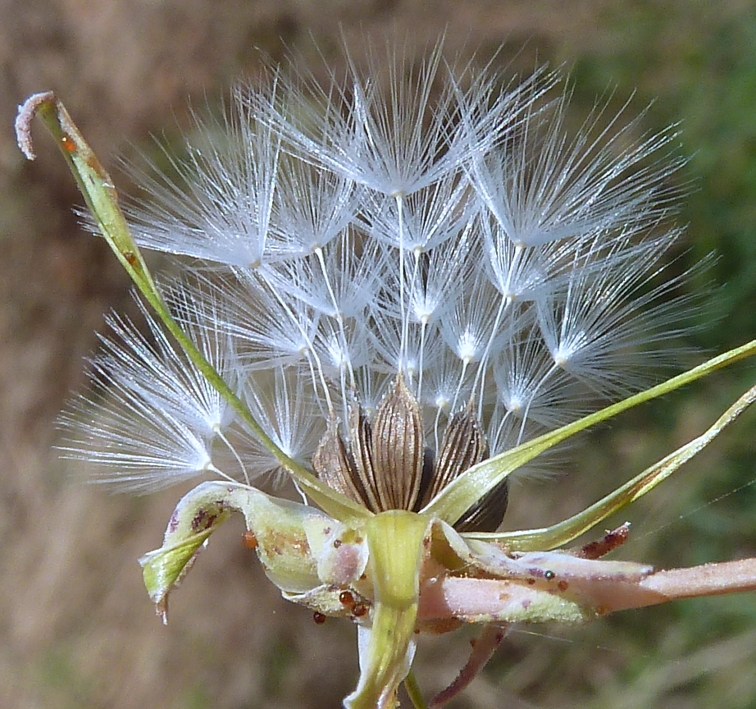
I frutti acheni con il becco e il pappo apicale

Habitus.  La forma biologica è emicriptofita bienne (H bienn), ossia sono piante erbacee, a ciclo biologico bienne, con gemme svernanti al livello del suolo e protette dalla lettiera o dalla neve; ma possono essere considerate anche terofite scapose (T scap), ossia piante erbacee che differiscono dalle altre forme biologiche poiché, essendo annuali, superano la stagione avversa sotto forma di seme, sono inoltre munite di asse fiorale eretto e spesso privo di foglie.
Fusto. La parte aerea del fusto è ascendente e eretta; il colore è bianco-osseo e la superficie è glabra o quasi (possono essere presenti delle chiazze di setole subspinose). La ramosità è sviluppata soprattutto nella parte distale. Alla base il fusto può essere lignificato. Le radici sono dei fittoni sottili e ramificati. Queste piante possono arrivare fino ad una altezza compresa tra i 30 e 120 cm (massimo 250 cm).
Foglie.  Le foglie hanno la lamina piuttosto rigida a contorno pennato-partito (con 3 - 6 copie di lobi), sono sessili e amplissicauli. Il colore è verde-glauco; la superficie è glabra; i bordi sono seghettati e setoloso-subspinosi (raramente sono lisci); anche il nervo mediano nella parte abassiale della lamina è setoloso. Alla base le foglie sono interrotte per formare due orecchiette. Le foglie superiori sono più piccole e con lamine a forma lanceolato-lineare. Le foglie in questa specie sono disposte con la lamina parallelamente ai raggi del sole per evitare di farsi ombra una con l'altra. Dimensioni della lamina: larghezza 3 – 5 cm; lunghezza 7 – 11 cm.
Infiorescenza. Le infiorescenze sono composte da circa 20 capolini disposti in pannocchie piramidali. I peduncoli sono ingrossati (3 – 5 mm di diametro). I capolini sono formati da un involucro piriforme (o cilindrico) composto da brattee (o squame) disposte su 2 - 4 serie, all'interno delle quali un ricettacolo fa da base ai fiori (da 8 a 15) ligulati. Le squame esterne hanno una forma da ovata a lanceolata; l'apice è acuto e alla fruttificazione sono deflesse. Dimensione dell'involucro: larghezza 3 – 6 mm; lunghezza 11 – 13 mm. Diametro del capolino: 10 – 20 mm.
Fiore. I fiori (8 - 15 per capolino) sono tutti del tipo ligulato (il tipo tubuloso, i fiori del disco, presente nella maggioranza delle Asteraceae, qui è assente), sono tetra-ciclici (ossia sono presenti 4 verticilli: calice – corolla – androceo – gineceo) e pentameri (ogni verticillo ha 5 elementi). I fiori sono ermafroditi e zigomorfi.
- Formula fiorale:

*/x K {\displaystyle \infty }, [C (5), A (5)], G 2 (infero), achenio
- Calice: i sepali del calice sono ridotti ad una coroncina di squame.
- Corolla:  le corolle sono formate da una ligula terminante con 5 denti; il colore è giallo (a volte deliquescente). Lunghezza delle ligule: 8 – 10 mm.
- Androceo: gli stami sono 5 con filamenti liberi, mentre le antere sono saldate in un manicotto (o tubo) circondante lo stilo.[17] Le antere alla base sono acute. Il polline è tricolporato.[18]
- Gineceo: lo stilo è filiforme con peli sul lato inferiore; gli stigmi dello stilo sono due divergenti. L'ovario è infero uniloculare formato da 2 carpelli.
- Fioritura: da luglio a settembre.

Frutti. I frutti sono degli acheni compressi con una forma da ovoide a lanceolata, colorati di grigiastro, setolosi nella parte alta e con la superficie solcata da 7 - 9 nervature per lato; sono inoltre provvisti di un becco filiforme, chiaro (biancastro) più lungo del corpo dell'achenio. Il pappo è formato di setole bianche caduche. Dimensione degli acheni: 3 mm. Lunghezza del becco: 3 – 4 mm. Dimensione del pappo: 3 mm.

## Biologia
- Impollinazione: l'impollinazione avviene tramite insetti (impollinazione entomogama tramite farfalle diurne e notturne).
- Riproduzione: la fecondazione avviene fondamentalmente tramite l'impollinazione dei fiori (vedi sopra).
- Dispersione: i semi (gli acheni) cadendo a terra sono successivamente dispersi soprattutto da insetti tipo formiche (disseminazione mirmecoria). In questo tipo di piante avviene anche un altro tipo di dispersione: zoocoria. Infatti gli uncini delle brattee dell'involucro si agganciano ai peli degli animali di passaggio disperdendo così anche su lunghe distanze i semi della pianta.

## Distribuzione e habitat

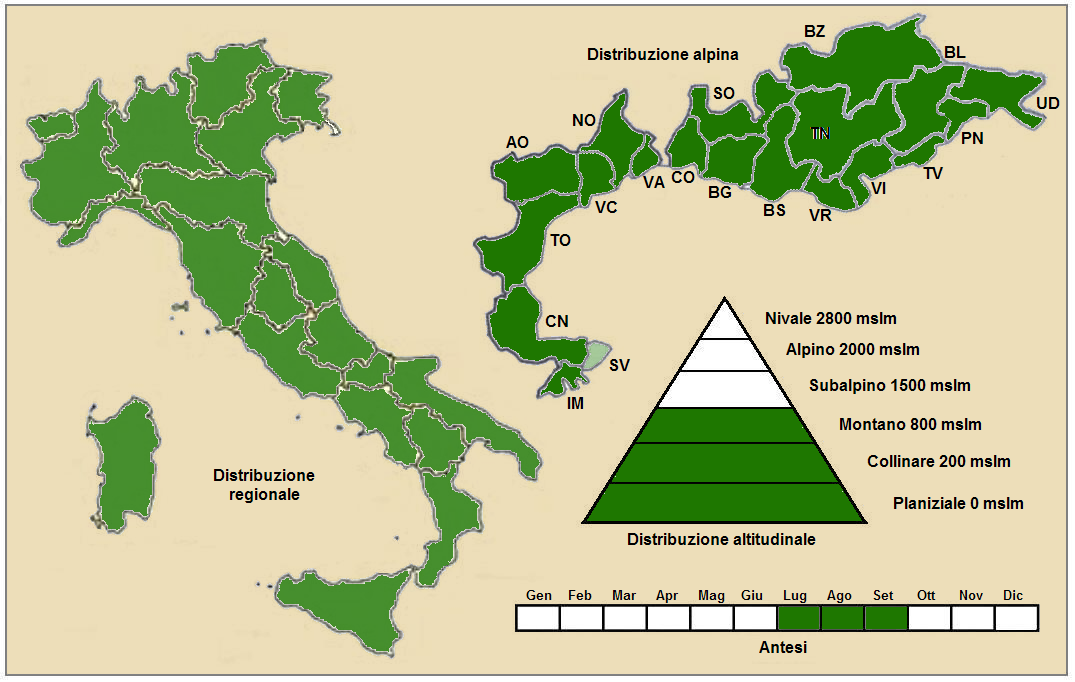
Distribuzione della pianta
(Distribuzione regionale – Distribuzione alpina)

- Geoelemento: il tipo corologico (area di origine) è Euri-Mediterraneo / Sud-Siberiano o anche Eurasiatico. Dallo studio della struttura genetica (degli alleli) e della diversità delle popolazioni naturali di questa pianta è emerso che le popolazioni geneticamente più diverse si trovano nella Turchia orientale e in Armenia. Probabilmente è da ricercare in queste zone il centro di origine di L. serriola.[13]
- Distribuzione: in Italia è comunemente presente ovunque. Oltre confine è presente nelle Alpi e nei seguenti rilievi europei: Foresta Nera, Massiccio del Giura, Massiccio Centrale, Pirenei, Alpi Dinariche e Carpazi.[20] Fuori dall'Europa si trova in Asia e Africa settentrionale; in America, Australia e Africa meridionale è considerata specie naturalizzata.[2]
- Habitat: l'habitat tipico sono le aree incolte, le vigne e lungo le vie; ma anche gli ambienti ruderali, le cave di ghiaia e pietra e i margini erbacei dei boschi. Il substrato preferito è calcareo ma anche calcareo/siliceo con pH basico, medi valori nutrizionali del terreno che deve essere secco.[20]
- Distribuzione altitudinale: sui rilievi queste piante si possono trovare fino a 800 m s.l.m.; frequentano quindi i seguenti piani vegetazionali: collinare e montano (oltre a quello planiziale – a livello del mare).

### Fitosociologia

#### Areale alpino
Dal punto di vista fitosociologico la specie di questa scheda appartiene alla seguente comunità vegetale:
Formazione: delle comunità perenni nitrofile
Classe: Artemisietea vulgaris
Ordine: Onopordetalia acanthii

#### Areale italiano
Per l'areale completo italiano Lactuca serriola appartiene alla seguente comunità vegetale:
Macrotipologia: vegetazione erbacea sinantropica, ruderale e megaforbieti.
Classe: Chenopodio-Stellarienea Rivas Goday, 1956
Ordine: Sisymbrietalia officinalis J. Tüxen ex W. Matuszkiewicz, 1962
Alleanza: Sisymbrion officinalis  J. Tüxen, Lohmeyer & Preising ex von Rochow, 1951
Descrizione. L'alleanza  Sisymbrion officinalis è relativa alle comunità dell'areale eurosiberiano e sub-mediterraneo con habitat ruderali. Queste comunità colonizzano rapidamente habitat recentemente disturbati od esposti com i bordi delle strade e i margini degli arbusteti. Il bioclima è quello temperato subumido. Le specie presenti sono soprattutto quelle terofitiche a ciclo primaverile. La distribuzione è tipicamente eurosiberiana.
Specie presenti nell'associazione: Sisymbrium officinale, Bromus tectorum, Lepidium ruderale, Erigeron canadensis, Lactuca serriola.
Altre alleanze per questa specie sono:
- Balloto nigrae-Robinion

## Tassonomia
La famiglia di appartenenza di questa voce (Asteraceae o Compositae, nomen conservandum) probabilmente originaria del Sud America, è la più numerosa del mondo vegetale, comprende oltre 23.000 specie distribuite su 1.535 generi, oppure 22.750 specie e 1.530 generi secondo altre fonti (una delle checklist più aggiornata elenca fino a 1.679 generi). La famiglia attualmente (2021) è divisa in 16 sottofamiglie.

### Tassonomia tradizionale
Nell'ambito delle specie spontanee italiane la lattuga selvatica appartiene alla sezione "Scariola" caratterizzata dall'involucro formato da 2 - 4 serie di squame disposte in modo embricato e da infiorescenze con 8 - 10 e più capolini (l'altra sezione si chiama "Mycelis" con l'involucro uniseriato e infiorescenze con al massimo 5 capolini) e sottosezione "Xanthinae" caratterizzata da fiori gialli (l'altra sottosezione si chiama "Cyanicae" con fiori azzurri, porporini o bianchi). Queste distinzioni sono usate soprattutto nell'orticoltura per riconoscere le varie specie e non hanno valore tassonomico.

### Filogenesi
Il genere di questa voce appartiene alla sottotribù Lactucinae della tribù Cichorieae (unica tribù della sottofamiglia Cichorioideae). In base ai dati filogenetici la sottofamiglia Cichorioideae è il terz'ultimo gruppo che si è separato dal nucleo delle Asteraceae (gli ultimi due sono Corymbioideae e Asteroideae). La sottotribù Lactucinae fa parte del "quarto" clade della tribù; in questo clade è in posizione "basale" vicina alla sottotribù Hyoseridinae.
La struttura filogenetica della sottotribù è ancora in fase di studio e completamento. Provvisoriamente è stata suddivisa in 10 lignaggi. Il genere di questa voce appartiene al "Lactuca lineage", e nell'ambito della sottotribù occupa una posizione politomica insieme ai lignaggi Melanoseris - Notoseris - Paraprenanthes (questa politomia rappresenta il "core" della sottotribù). Lactuca è uno degli ultimi gruppi che si è diversificato tra i 19 e 11 milioni di anni fa.
I caratteri distintivi per le specie di questo genere sono:
- il portamento delle specie è perenne rizomatoso;
- gli acheni hanno un visibile becco apicale (il becco è diverso per colori e superficie dal resto dell'achenio);
- gli acheni hanno 12 costole ineguali;
- gli acheni sono più o meno fortemente compressi con i margini delle costole spesso gonfiate.

La circoscrizione di questo genere è da considerarsi provvisoria e in futuro potrebbe subire delle riduzioni. Sono in corso di completamento alcuni studi morfologico-molecolari e filogenetici sulla sottotribù Lactucinae che dovrebbero chiarire sia la posizione del genere Lactuca all'interno della sottotribù che la sua struttura interna. Il "lignaggio Lactuca" è composto da nove cladi terminali ben supportati, che si raggruppano in tre cladi principali.  La specie di questa voce si trova in un clade interno caratterizzato da una distribuzione sud-est europea / mediterranea / sud-ovest asiatica e con una età di inizio radiazione di circa 6,1 milioni di anni fa.
I caratteri distintivi per la specie di questa voce sono:
- le foglie hanno la lamina parallela al suolo e sono spinulose sul nervo centrale;
- l'infiorescenza è una pannocchia di tipo piramidale;
- le brattee involucrali alla fruttificazione sono patenti odeflesse;
- gli acheni hanno un becco e sono grigiastri;
- il colore dei fiori è giallo.

Il numero cromosomico di L. serriola è: 2n = 18.

### Variabilità
La variabilità di questa pianta si manifesta soprattutto nella forma delle foglie cauline che a volte sono intere e senza spinule (in passato questa varietà era stata chiamata Lactuca augustana All.)

### Sinonimi
Questa entità ha avuto nel tempo diverse nomenclature. L'elenco seguente indica alcuni tra i sinonimi più frequenti:
- Hieracium lactuca E.H.L.Krause
- Lactuca albicaulis  Boiss.
- Lactuca altaica  Fisch. & C.A.Mey.
- Lactuca angustana  All.
- Lactuca angustifolia  Lam. ex Steud.
- Lactuca auriculata  Aitch.
- Lactuca bracteata  Wall.
- Lactuca coriacea  Sch.Bip.
- Lactuca dubia  Jord.
- Lactuca elata  Salisb.
- Lactuca integrata  (Gren. & Godr.) A.Nelson
- Lactuca latifolia  Gilib.
- Lactuca officinarum  Crantz
- Lactuca plicata  Balb.
- Lactuca pseudovirosa  Sch.Bip. ex Nyman
- Lactuca sativa subsp. serriola  (L.) Frietema
- Lactuca scariola  L.
- Lactuca scariola var. integrata  Gren. & Godr.
- Lactuca scariola subsp. integrata  (Gren. & Godr.) Piper
- Lactuca scariola var. integrifolia  (Gray) Bogenh.
- Lactuca scariola var. nieuwlandii  Lunell
- Lactuca serriola var. integrata  Farw.
- Lactuca serriola subsp. integrifolia  (Gray) G.H.Loos
- Lactuca serriola f. integrifolia  (Gray) S.D.Prince & R.N.Carter
- Lactuca serriola subvar. plicata  Farw.
- Lactuca serriola f. serriola  (Gray) S.D.Prince & R.N.Carter
- Lactuca sylvestris  Lam.
- Lactuca sylvestris  Garsault
- Lactuca tephrocarpa  K.Koch
- Lactuca verticalis  Gaterau
- Lactuca virosa  Lucé
- Lactuca virosa var. integrifolia  Gray
- Wiestia spectabilis  Sch.Bip.

### Specie simili
Le seguenti specie dello stesso genere, con distribuzione alpina, possono essere confuse con quella di questa voce:
- Lactuca saligna L. - Lattuga salcigna: è alta al massimo 100 cm; le foglie cauline sono sempre intere; le infiorescenze sono formate da capolini sessili in spighe lineari.
- Lactuca sativa L. - Lattuga coltivata: il fusto è lignificato e bianco alto al massimo 100 cm; i capolini sono grandi fino a 20 mm; le foglie sono molli.
- Lactuca serriola L. - Lattuga selvatica: le foglie sono spinulose e l'infiorescenza è una pannocchia piramidale.
- Lactuca quercina L. - Lattuga saettona: il becco degli acheni è lungo 1/3 - 1/2 del corpo; le foglie non sono decorrenti lungo il fusto; gli acheni sono neri e i fiori sono gialli.

## Usi

### Farmacia
Secondo la medicina popolare questa pianta ha le seguenti proprietà medicamentose:
- antipiretica (abbassa la temperatura corporea);
- diuretica (facilita il rilascio dell'urina);
- ipnotica (induce il sonno);
- narcotica (induce il sonno, allevia il dolore e dà un senso di benessere);
- sedativa (calma stati nervosi o dolorosi in eccesso).

### Cucina
È stata domesticata nel Caucaso circa 6000 anni fa, come risulta da recenti studi. La parte commestibile di questa pianta sono le giovani foglie cotte o crude; i germogli nella fase iniziale se cotti possono essere usati come gli asparagi; dal seme inoltre si può ottenere un olio. Alcuni ebrei e la maggior parte dei samaritani ritengono che la lattuga selvatica sia l'erba da usarsi come maror (erba amara) la vigilia di Pesach.

## Altre notizie
La lattuga selvatica in altre lingue è chiamata nei seguenti modi:
- (DE)  Wilder-Lattich oppure Kompass-Lattich
- (FR)  Laitue serriole oppure Laitue scariole
- (EN)  Prickly Lettuce